# Garcia Domingues
José Domingos Garcia Domingues (Silves, Algarve, 18 de Maio de 1910 — Lisboa, 1 de Maio de 1989), ou José D. Garcia Domingues ou, simplesmente, Dr. Garcia Domingues ou Garcia Domingues foi um historiador, pensador e arabista português. Ficou conhecido por "o último moçárabe" ou, ainda, por "embaixador da Cultura luso-árabe no Mundo".
Em Lisboa, foi discípulo dos arabistas David Lopes e Joaquim Figanier, mas foi em Madrid onde aperfeiçoou o seu Árabe, quando, em 1949, recebeu a sua primeira bolsa de estudo. Nesta capital ibérica, estudou vários anos, a saber, na Universidade Complutense e no Instituto Hispano-Árabe de Cultura.

## Obra
- História luso-árabe: episódios e figuras meridionais. Lisboa: Empresa Editora Pro Domo, Limitada, 1.ª ed. 1945. / Silves: CELAS, 2.ª ed. 2010.
- O Pensamento Filosófico do Alfaqui e Asceta Abu Imrane de Mértola. Braga: Actas do I Congresso Nacional de Filosofia, Revista Portuguesa de Filosofia, 1955, pp. 385-393.
- Património cultural arábico-algarvio. Lisboa: Casa do Algarve (Estudos Algarvios, 2), 1956.
- Silves. Guia turístico. Silves: Comissão de Turismo e do Grupo de Amigos de Silves, 1.ª ed., 1958.[3] / Silves. Guia turístico da cidade e do concelho. Silves: Câmara Municipal de Silves, 2.ª ed. 2002.
- Ossónoba na Época Árabe. Anais do Município de Faro, vol. III. Faro: Câmara Municipal de Faro, 1971, pp. 181-230.
- A concepção do Mundo Árabe-Islâmico n'Os Lusíadas, separata de Garcia de Orta, Revista da Junta de Investigação do Ultramar, número especial comemorativo do IV Centenário da publicação de Os Lusíadas, Lisboa, 1972, pp. 201-226.
- Ibn ʻAmmâr de Silves: biografia e antologia. Silves: Câmara Municipal de Silves, 1982, 15 pp.[4]

## Ecos, memória e espólio
Em sua homenagem, a escola e a biblioteca da E.B. 2,3, em Silves, sua terra-natal levam, hoje, o seu nome, "Dr. Garcia Domingues".
No centenário do seu nascimento, foi homenageado pelo Centro de Estudos Luso-Árabes de Silves (CELAS). A sessão de homenagem decorreu no dia 22 de Maio de 2010, pelas 15 horas, no Auditório da Escola E.B. 2,3 "Dr. Garcia Domingues", em Silves, onde três palestrantes, António Rei, com a conferência "Garcia Domingues no Arabismo Português"; António Dias Farinha, com a conferência "A contribuição de Garcia Domingues para a História Luso-Árabe; e Adalberto Alves (com a conferência "A Poesia Luso-Árabe na obra de Garcia Domingues", «evocaram a grande figura que foi Garcia Domingues e o contributo que deu para o conhecimento da história Luso-Árabe». Segundo o programa do evento, uma quarta conferência, intitulada "Os Estudos de Garcia Domingues sobre a Filosofia Luso-Árabe", por Josué Pinharanda Gomes, estava prevista, porém este palestrante não esteve presente.
Actualmente, algum do seu espólio, nomeadamente, alguns dos seus objectos pessoais, pode ser visitado em Silves, na Casa da Cultura, na biblioteca do CELAS, inaugurada em 17 de Setembro de 2016. O restante "espólio silvense" encontra-se na Biblioteca Municipal de Silves.
Quanto ao seu espólio disperso para além da cidade de Silves, regista-se as obras que o autor dedicou aos amigos e aos leitores, o caso, por exemplo, das duas obras, A concepção do Mundo Árabe-Islâmico n'Os Lusíadas e Ossónoba na Época Árabe, com as respectivas dedicatórias, que integram, hoje, o espólio da Biblioteca Particular de Calvet de Magalhães.

## Destaques
Os mouros são [nossos] povos irmãos.
(História luso-árabe, p. 349)
Situa-se ele, como arabista, na geração por hábito designada “depois de David Lopes” que, falecido em 1942, criou, nas aulas que durante anos regeu, um considerável número de arabistas, a tal ponto considerável, que ainda os mais modernos podem aferir-se ao magistério de David Lopes.
(Josué Pinharanda Gomes, em Garcia Domingues, o último moçárabe)
Se não vivêssemos, actualmente, num tempo de total abastardamento ético, político, cultural e social, certamente que Garcia Domingues teria homenagens a nível nacional, como era seu direito e nosso dever.
(Adalberto Alves, na Introdução à segunda edição da História luso-árabe, da autoria de Garcia Domingues)